# Paleis van Justitie (Leeuwarden)

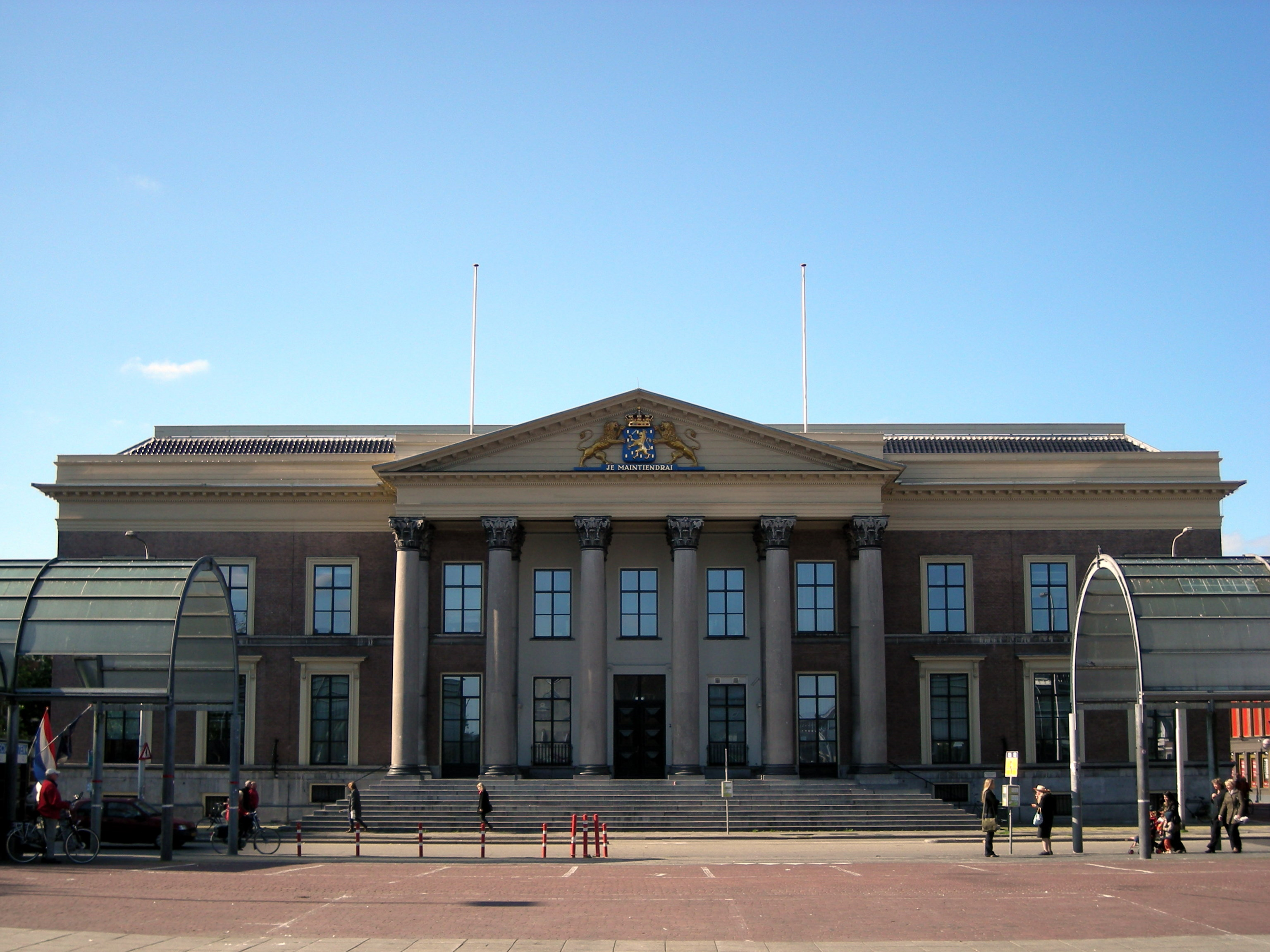
Paleis van Justitie in Leeuwarden

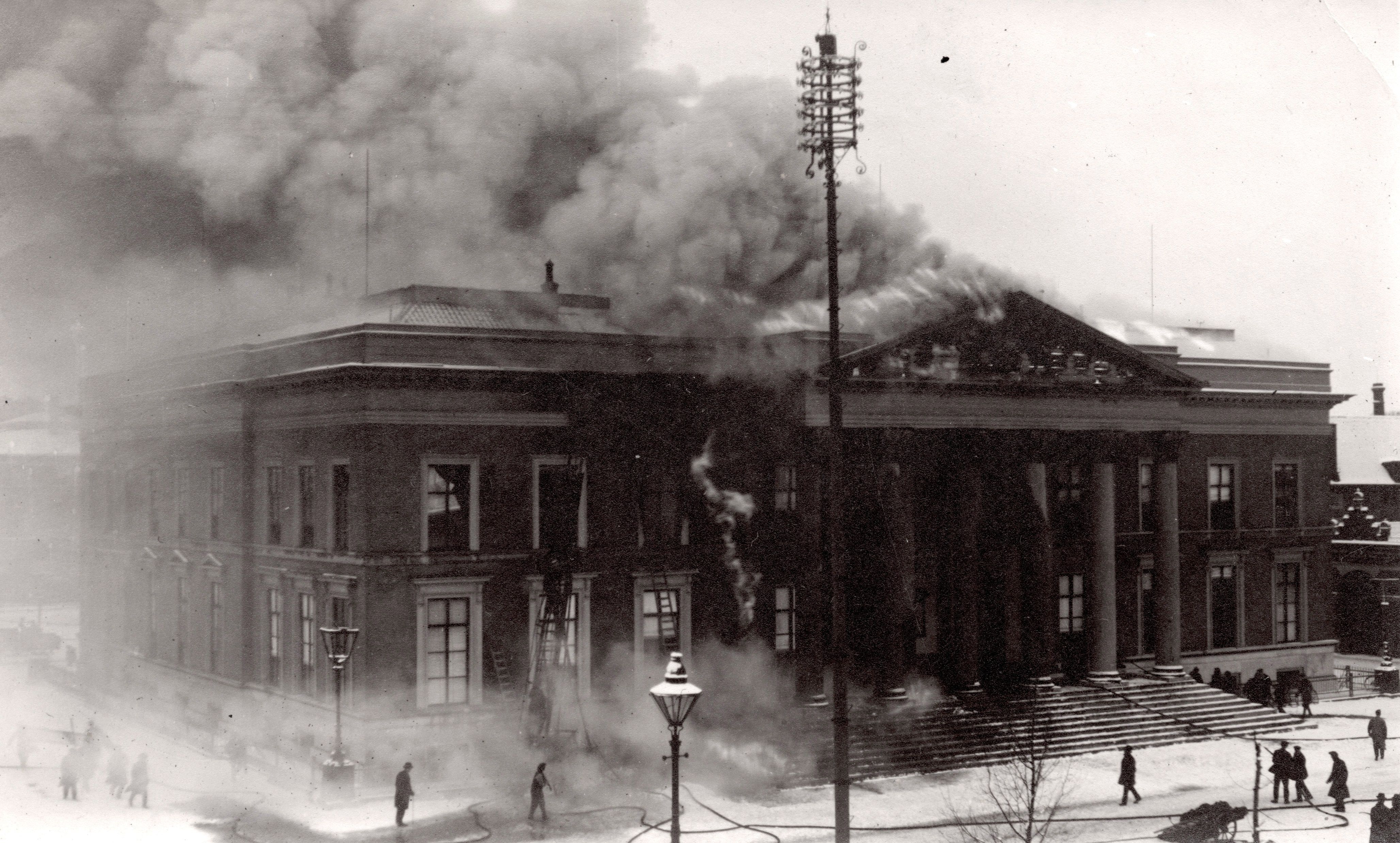
De brand in 1919

Paleis van Justitie Leeuwarden is een gerechtsgebouw in Leeuwarden.
Het neoclassicistische gebouw uit 1851 is een ontwerp van Thomas Adrianus Romein. De voorgevel heeft een Korinthische zuilengalerij en een fronton waarin zich het Rijkswapen bevindt. Van stadsarchitect Romein is ook het Beurs- en waaggebouw uit 1880. Het Paleis werd oorspronkelijk gebouwd voor het provinciaal gerechtshof. 
Tot tweemaal toe is dit gebouw herbouwd na een verwoestende brand. Slechts negen jaar na de bouw brandde het gebouw volledig af. Na herbouw gebeurde hetzelfde op 7 februari 1919. Een pannetje brij dat was blijven smeulen, was de oorzaak. Door de gebrekkige uitrusting van de brandweer kon de brand vrij zijn gang gaan. De kostbare bibliotheek van het Hof werd uit de ramen gegooid om zoveel mogelijk boeken te redden, waarbij een deel van de banden beschadigd raakte. Daarna werd de bibliotheek in bewaring gegeven bij de Provinciale Bibliotheek van Friesland. Een derde brand bleef het gebouw bespaard. Toen de Duitsers zich in 1945 terugtrokken, deden zij een poging dit gebouw te verwoesten. De schade bleef echter beperkt.
Het paleis van justitie aan de westzijde van het Wilhelminaplein is een van de twee vaste zittingslocaties van het gerechtshof Arnhem-Leeuwarden. De andere vaste zittingslocatie is het paleis van justitie Arnhem. Veel van de raadsheren en medewerkers hebben hun kamer in het Hofkwartier uit 1994 van architect Abe Bonnema aan de zuidzijde van het Zaailand, op loopafstand van het paleis van justitie.